# Johnny Mercer
John Herndon Mercer, detto Johnny (Savannah, 18 novembre 1909 – Los Angeles, 25 giugno 1976), è stato un paroliere, compositore e cantante statunitense.
Forse più noto come paroliere, e benché non sapesse leggere la musica, Mercer fu anche compositore e cantante. Molte delle canzoni che Mercer scrisse e cantò tra il 1930 e il 1950 divennero successi commerciali. Nel corso della sua carriera, Mercer scrisse il testo per più di millecinquecento canzoni, che comprendevano spettacoli di Broadway e film. Ricevette inoltre diciannove nomine agli Oscar, vincendone quattro. Mercer fu anche cofondatore della Capitol Records.

## Biografia
Mercer nacque a Savannah dall'avvocato e immobiliarista George Anderson Mercer a dalla sua seconda moglie, Lillian Elizabeth Ciucevich, di origini croate e irlandesi.
Mercer non aveva avuto un'educazione musicale, ma da bambino amava le canzoni di Jerome Kern, Victor Herbert e Irving Berlin, e avrebbe voluto diventare un cantante. Mercer ricordava che sua madre era solita cantargli queste canzoni e che una delle sue zie lo portava a vedere spettacoli di vaudeville e minstrel show, dove il piccolo Johnny ascoltava il ragtime e le canzoni dell'epoca
Trasferitosi a New York, vi trovò lavoro dapprima come attore, poi come cantante per le orchestre di Paul Whiteman e Benny Goodman. Alcuni dei suoi incarichi come cantante lo portarono a scrivere testi per i pezzi che interpretava, e all'inizio degli anni 1930 aveva diverse canzoni negli spettacoli di Broadway, tra cui Garrick Gaieties e Americana.
Nel 1933, seguendo Bing Crosby e assecondando il cambiamento dei gusti del pubblico dall'intrattenimento teatrale a quello cinematografico, Mercer si trasferì a Los Angeles.
Qui iniziò a lavorare per l'industria cinematografica assieme ad artisti come Harold Arlen, Hoagy Carmichael e Henry Mancini. In poco tempo Johnny divenne il principale paroliere di Hollywood, anche se non abbandonò mai Broadway, per cui continuò a scrivere per tutta la sua carriera. Tra gli show di Broadway per cui Mercer scrisse ci furono diversi successi (ad esempio St Louis Woman - (1946) con Arlen, Li'l Abner - (1956) con Gene de Paul). Molti altri furono fallimenti commerciali.
Hollywood gli tributò invece un consistente successo, conferendogli per quattro volte il premio per la migliore canzone: On the Atchison, Topeka, and the Santa Fe (1946), In the Cool Cool Cool of the Evening (1951), Moon River (1961) e Days of Wine and Roses (1962).
L'avvento del Rock and roll e il cambiamento dei gusti musicali nel corso degli anni 1950 diminuirono grandemente, senza tuttavia porvi fine, la lunga serie dei successi di Mercer, e la sua popolarità tra i musicisti sopravvisse al mutare dei tempi: ancora l'anno prima della sua morte, Mercer fu contattato da Paul McCartney per una collaborazione.
Johhny Mercer morì il 25 giugno 1976 a Bel Air, a causa di un tumore al cervello, e fu seppellito nel Bonaventure Cemetery di Savannah.

## Premi Oscar
- On the Atchison, Topeka and the Santa Fe (1946) (musica di Harry Warren) nel film Le ragazze di Harvey
- In The Cool, Cool, Cool Of The Evening (1951) (musica di Hoagy Carmichael) nel film È arrivato lo sposo
- Moon River (1961) (musica di Henry Mancini) nel film Colazione da Tiffany
- Days of Wine and Roses (1962) (musica di Henry Mancini) nel film I giorni del vino e delle rose

## Canzoni di Johnny Mercer (lista parziale)
Mercer scrisse molte più canzoni di quanto sia possibile elencare qui. Molte sono entrate nel "Great American Songbook" e sono divenute standard jazz. Mercer è l'unico paroliere cui Ella Fitzgerald abbia dedicato un disco della sua serie "Songbook".
- "Lazy Bones" (1933) (musica di Hoagy Carmichael)
- "Save the Bones for Henry Jones"
- "Moon Dreams" con Chummy MacGregor
- "P.S. I Love You" (1934) (musica di Gordon Jenkins)
- "Goody Goody" (1936) (musica di Matty Malneck)
- "I'm an Old Cowhand from the Rio Grande" (1936)
- "Hooray for Hollywood" (1937) (musica di Richard A. Whiting)
- "Too Marvelous for Words" (1937) (musica di Richard A. Whiting)
- "You Must Have Been a Beautiful Baby" (1938) (musica di Harry Warren)
- "Jeepers, Creepers!" (1938) (musica di Harry Warren)
- "And the Angels Sing" (1939) (musica di Ziggy Elman)
- "Day In, Day Out" (1939) (musica di Rube Bloom)
- "I Thought About You" (1939) (musica di Jimmy Van Heusen)
- "Wings Over the Navy" (1939) (musica di Harry Warren)
- "Cuckoo in the Clock" (1939) (musica di Walter Donaldson)
- "Fools Rush In" (1940) (musica di Rube Bloom)
- "Blues in the Night" (1941)  (musica di Harold Arlen)
- "I Had Myself a True Love" (musica di Harold Arlen)
- "I Remember You" (1941) (musica di Victor Schertzinger)
- "Tangerine" (1941) (musica di Victor Schertzinger)
- "This Time the Dream's on Me" (1941) (musica di Harold Arlen)
- "Hit The Road to Dreamland" (1942) (musica di Harold Arlen)
- "That Old Black Magic" (1942) (musica di Harold Arlen)
- "Trav'lin' Light" (1942) (musica di Jimmy Mundy e James Osborne "Trummy" Young)
- "Skylark" (1942) (musica di Hoagy Carmichael)
- "Dearly Beloved" (1942) (musica di Jerome Kern)
- "I'm Old Fashioned" (1942) (musica di Jerome Kern)
- "My Shining Hour" (1943) (musica di Harold Arlen)
- "One for My Baby (and One More for the Road)" (1943) (musica di Harold Arlen)
- "Dream" (1943) (parole e musica di Johnny Mercer)
- "Ac-Cent-Tchu-Ate the Positive" (1944) (musica di Harold Arlen)
- "Out of This World" (1945) (musica di Harold Arlen)
- "Laura" (1945) (musica di David Raksin)
- "On the Atchison, Topeka and the Santa Fe" con The Pied Pipers (1945) (musica di Harry Warren) - prima posizione nella Billboard Hot 100 per 7 settimane
- "Come Rain Or Come Shine" (1946) (musica di Harold Arlen)
- "Any Place I Hang My Hat Is Home" (1946) (musica di Harold Arlen)
- "Personality" con The Pied Pipers (1946) - prima posizione nella Billboard Hot 100
- "Autumn Leaves" (1947) (musica di Joseph Kosma)
- "Glow Worm" (1952) (musica di Paul Lincke)
- "Satin Doll" (1953) (musica di Duke Ellington e Billy Strayhorn)
- "Midnight Sun" (1954) (musica di Lionel Hampton e Sonny Burke)
- "Something's Gotta Give" (1954) (parole e musica di Johnny Mercer)
- "Jubilation T. Cornpone" (1956) (musica di Gene de Paul)
- "I'm Past My Prime" (1956) (musica di Gene de Paul)
- "Moon River" (1961) (musica di Henry Mancini)
- "Days of Wine and Roses" (1962) (musica di Henry Mancini)
- "Charade" (1963) (musica di Henry Mancini)
- "Lorna" (1964) (musica di Mort Lindsey)
- "Emily" (1964) (musica di Johnny Mandel)
- "Summer Wind" (1965) (musica di Henry Mayer)
- "Whistling Away the Dark" (1970) (musica di Henry Mancini; dal film Darling Lili)
- "Drinking Again" (with Doris Tauber)
- "When October Goes" (musica di Barry Manilow)

## Spettacoli con composizioni di Mercer (lista parziale)
Il nome del compositore delle musiche è indicato tra parentesi.

### Spettacoli Teatrali
- Walk With Music (H. Carmichael), 4 June 1940 (canzone:  Way Back in 1939 A.D.)
- St Louis Woman (H. Arlen), 30 March 1946 (canzoni: Come Rain or Come Shine, I had myself a true love, Any place I hang my hat is home)
- Texas, Li'l Darlin' (R.E. Dolan), 25 Nov 1949 (canzone: The Big Movie Show in the Sky)
- Top Banana (Mercer), 1 Nov 1951 (canzone:  Top Banana)
- Li'l Abner (G. de Paul), 15 Nov 1956 (canzone:  Jubilation T. Cornpone, If I had my Druthers, Namely You)
- Saratoga (Arlen), 7 Dec 1959 (canzone:  Love Held Lightly)
- Foxy (Dolan), 16 Feb 1964
- The Good Companions (A. Previn), London, 11 July 1974
- Dream: The Johnny Mercer Musical (varie canzoni), 3 April 1997

### Film
- Ready Willing and Able (R. Whiting), 1937 (canzone:  Too Marvelous for Words);
- Hollywood Hotel (Whiting), 1938 (canzone:  Hooray for Hollywood);
- Hard to Get (H. Warren), 1938 (canzone:  You must have been a beautiful baby);
- Going Places (Warren), 1938 (canzone:  Jeepers Creepers);
- Blues in the Night (H. Arlen), 1941 (canzone:  Blues in the Night, This time the dream's on me);
- The Fleet's In (V. Schertzinger), 1942 (canzone:  Tangerine);
- You Were Never Lovelier (J. Kern), 1942 (canzoni:  You were never lovelier, I'm old fashioned);
- Star Spangled Rhythm (Arlen), 1942 (canzoni:  That Old Black Magic, Hit the road to dreamland);
- Here Come the Waves (Arlen), 1944 (canzone:  Accentuate the positive);
- The Harvey Girls (Warren), 1946 (canzone:  On the Atchison, Topeka, and the Santa Fe);
- Here Comes the Groom (H. Carmichael), 1951 (canzone:  In the Cool Cool Cool of the Evening);
- Dangerous When Wet (A. Schwartz), 1953 (canzone:  I got out of bed on right side);
- Seven Brides for Seven Brothers (G. de Paul), 1954 (canzone:  Wonderful Day);
- Daddy Long Legs (Mercer), 1955 [Something's gotta give);
- Li'l Abner (de Paul) 1959 (canzone:  Namely You, The country's in the very best of hands);
- Colazione da Tiffany (H. Mancini), 1961 [Moon River);
- Days of Wine and Roses (Mancini), 1962 [Days of Wine and Roses);
- Charade (Mancini), 1963 [Charade);
- The Great Race (Mancini), 1965 (canzone: The Sweetheart Tree);
- Darling Lili (Mancini), 1970 (canzone:  Whistling Away the Dark)